# First Interstate Center
First Interstate Center es un emblemático edificio de oficinas comerciales ubicado en el centro de la ciudad de Billings, en el estado de Montana (Estados Unidos). Se encuentra en Transwestern Plaza y consiste en un complejo que consta de cuatro torres de oficinas con un total de 20 pisos . Es el edificio más alto de las Montañas Rocosas del norte y el más alto del estado de Montana. Fue construido en 1985 y se eleva a 83 metros. Se utiliza principalmente para oficinas. Fue diseñado por el estudio de arquitectura  The Opus Group. En la entra del edificio se encuentra la escultura alegórica Pioneers Vision del artista Mike Capser.